# Février 1794

## Événements
- France : 
  - Saint-Just préside la Convention.
  - La Terreur fait 16 594 victimes de mars 1793 à août 1794, pour 500 000 arrestations. Les trois quarts sont exécutés au terme de la loi martiale applicable dans les départements insurgés, 15 % pour crime de contre-révolution (conspiration, émigration, trahison, intelligence avec l’ennemi). 2 % sont des prêtres réfractaires, 1,5 % des accapareurs. 28 % des victimes sont des paysans, 31,25 % sont des « travailleurs ».

- 1er février (13 pluviôse an II) : bataille de Gesté.

- 2 février (14 pluviôse an II) : bataille de Chauché.

- 2 et 3 février (14 et 15 pluviôse an II) : bataille de Tiburon.

- 4 février (16 pluviôse an II) : La Convention abolit par décret l'esclavage dans l'ensemble des colonies sous son autorité[1]. La Martinique et Tobago, occupées ne peuvent en bénéficier, à la différence de la Guadeloupe, de la Guyane et de Saint-Domingue.

- 6 février (18 pluviôse an II) : troisième bataille de Legé.

- 7 février, Rio Nunez : début de l'exploration de James Watt et Matthew Winterbottom en Guinée et dans le Haut Niger pour le compte de la Sierra Leone Company[2].

- 8 février (20 pluviôse an II) : troisième bataille de Cholet.

- 10 février (22 pluviôse an II) : bataille de Saint-Colombin.

- 14 février (26 pluviôse an II) : bataille de Beaupréau.

- 15 février (27 pluviôse an II) : combat de Mellé.

- 19 février (1er ventôse an II) : bataille de l'Acul.

- 21 février (3 ventôse an II) : généralisation du maximum des prix et des salaires à toute la France.

- 24 février : (6 ventôse an II)
  - bataille de Bressuire.
  - Combat de la Touche.

- 25 février : Hawaii est placé sous protectorat de la Grande-Bretagne par George Vancouver[3].

- 26 février et 2 mars (8 et 12 ventôse an II), France : confiscation et distribution des biens des émigrés.

- 28 février (10 ventôse an II), France : massacre des Lucs-sur-Boulogne par les colonnes infernales : plus de 500 personnes sont fusillées ou brûlées vives dans l'église (l'existence même du massacre est toujours l'objet d'une controverse).

## Naissances
- 21 février Antonio de Padua María Severino López de Santa Anna y Pérez de Lebrón, général et homme politique mexicain († 21 juin 1876)
- 26 février (8 ventôse an II) : Barthélemy de Theux de Meylandt, homme politique belge († 21 août 1874).

## Décès
- 19 février (1er ventôse an II) : Étienne-Charles de Loménie de Brienne, cardinal et homme politique français (° 9 octobre 1727).
- 22 février : Caspar Friedrich Wolff (né en 1734), biologiste allemand.